# Robin Hood (Macfarren)
Robin Hood es una ópera inglesa en tres actos, música de George Alexander Macfarren y libreto de John Oxenford. Se realizó por primera vez en Her Majesty's Theatre en Londres el 11 de octubre de 1860.

## Argumento

### Primer acto

#### La calle principal de Nottingham
En la concurrida calle, los armadores trabajan en su fragua con mujeres que hacen girar el hilo mientras coquetean entre Allan y Alice. Robin Hood aparece temprano, disfrazado de Locksley, y conoce a Marian, la hija del sheriff. El sheriff escuchará su conversación íntima y aceptará a Locksley como yerno si demuestra su talento en la feria del mañana. El sheriff emite una proclamación, ofreciendo una recompensa por capturar a Robin Hood, sin saber que está presente como alcaide, Locksley. El Sompnour entra para pedirle protección al sheriff a través del bosque mientras transporta las cuotas recolectadas por los granjeros a la abadía. Al no poder pagar los impuestos, el alguacil le ordena a Allan que se quede con las existencias a pesar de las protestas de los ciudadanos. Al atardecer, el Sompnour y el sheriff se dirigen al castillo. Locksley y Marian declaran su afecto antes de irse.

### Segundo acto

#### Primera escena: el árbol que trata de verde de madera
En el fondo del bosque de Sherwood, cerca del árbol que intenta a la luz de la luna, los hombres Merrie se relajan después de sus esfuerzos, con un gran ciervo asado. Robin parece contarle a Little John sobre el tan esperado viaje de Sompnour a través del bosque. Se están preparando para atraparlo: los forajidos se esconden mientras Robin, John y Much, el hijo del molinero, se disfrazan de pastores y se encargan del fuego. El Sompnour aparece y le dice a sus guardias que detengan a los pastores por robar la carne de venado del rey. Con humildad, piden piedad. Cuando esto es rechazado severamente, Robin se quita el disfraz y toca la bocina. Los hombres del sheriff huyen, permitiendo la captura del Sompnour. Ofrece mucho para ser ahorcado, pero el misericordioso Robin invita al Sompnour a cenar. Sin embargo, tuvo que pagar generosamente por eso; para escapar de la horca, tuvo que bailar para el disfrute de los forajidos.

#### Segunda escena: la pérgola de Marian
Marian mira el amanecer, suplicando al cielo que ayude al tirano de su amante y obtenga la aprobación de su padre. El sheriff aparece y lo alienta. Muchos le dicen al sheriff que Robin Hood estará en la feria y le piden la recompensa, pero el Sompnour lo reconoce del bosque y se lo llevan. Con la aparición de un hermano, el Sompnour promete encontrar a Robin y obtener la recompensa él mismo. El sheriff está de acuerdo.

#### Tercera escena: la feria afuera de Nottingham
Descubrimos una escena de deporte, danza y juegos. Robin, como Locksley, reconoce el Sompnour y le dice a Allan que se deshaga de él. Después de un baile, Sompnour le vendará los ojos a Allan para jugar "Hoodman Blind". Comienza el juego de tiro con arco y Locksley demuestra su talento, lo que le permite reclamar la mano de Marian. El Sompnour regresa, reconoce a Locksley y lo denuncia como el famoso Robin Hood. En medio del alboroto, Robin es capturado por los hombres del sheriff y se lo llevan.

### Tercer acto

#### Primera escena: El jardín del castillo
Allan y Alice se quejan de la ejecución de Robin, que tendrá lugar al día siguiente. Alice informa al sheriff que Marian se ha escapado de su departamento. El Sompnour llega para reclamar su recompensa, pero primero se le dice que vaya al rey para obtener una orden de ejecución para Robin Hood.

#### Segunda escena: madera verde al mediodía
Marian aparece, vestida como un hombre, para decirle a los forajidos que Robin debe ser ejecutado. Esto los lleva al castillo.

#### Tercera escena: la celda de la prisión
Aislado, un molesto Robin espera su destino. Entonces oye a Marian con sus hombres Merrie cantando afuera. Esto renueva sus esperanzas.

#### Cuarta escena: El patio del castillo
Robin es llevado al castillo y tiene tiempo para confesar sus pecados. Con el brazo soltado, toca el claxon para señalar a sus fieles discípulos. Parecen estar dirigidos por Marian para liberarlo, pero están abrumados. Sin embargo, el documento que se presume es la sentencia de muerte es, de hecho, un perdón, ya que se entiende que entran al servicio del rey. El sheriff nuevamente acepta la unión de Robin y Marian, para quienes existe una alegría general.
- Datos: Q15617197